# Antiblemma prisca
Antiblemma prisca är en fjärilsart som beskrevs av Heinrich Benno Möschler 1890. Antiblemma prisca ingår i släktet Antiblemma och familjen nattflyn. Inga underarter finns listade i Catalogue of Life.